# Джананияр Ханум

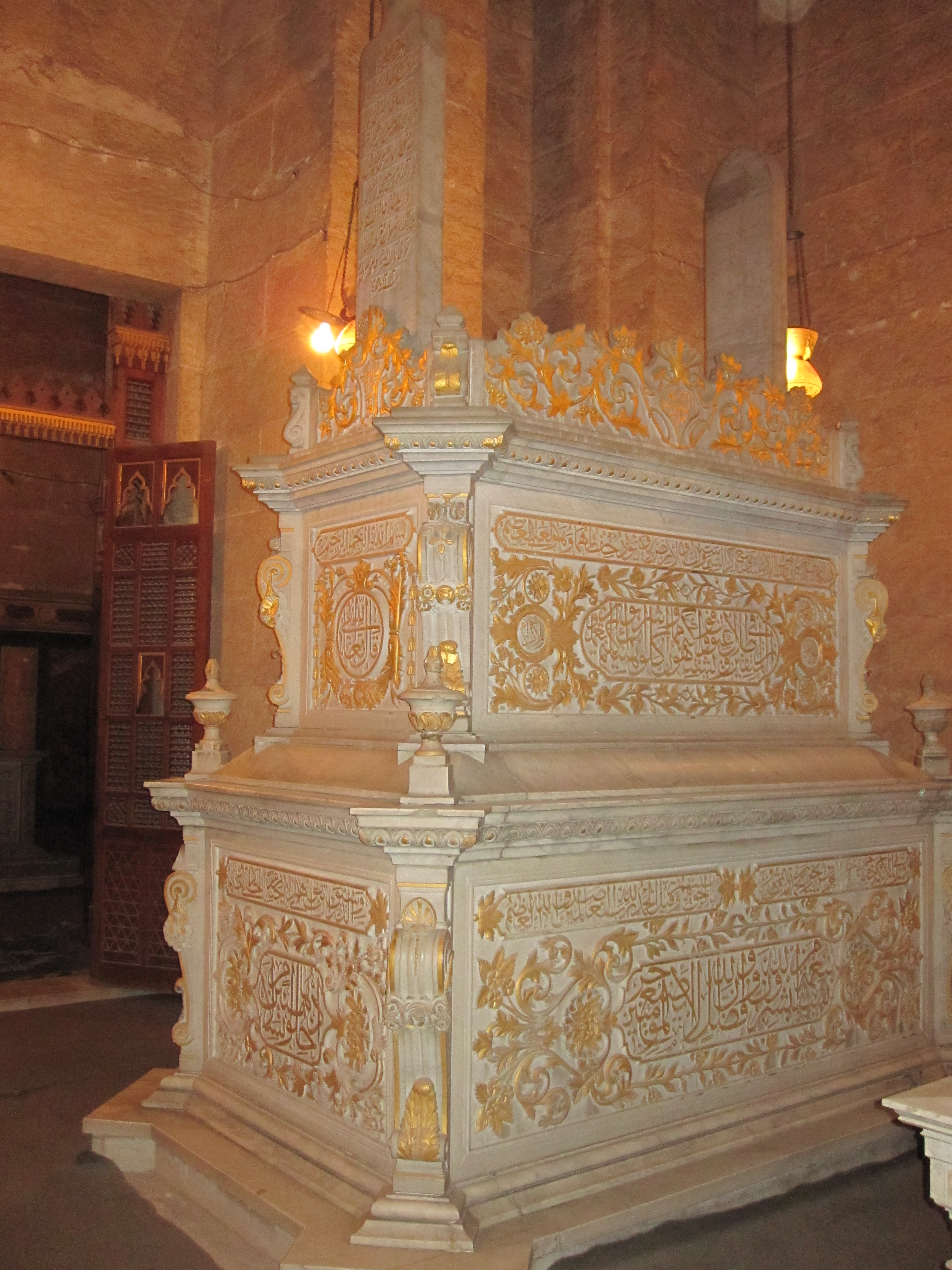
Гробница Джананияр Ханум в мавзолее при мечети ар-Рифаи в Каире

Джананияр Ханум (араб. جانانيار هانم‎; тур. Cenaniyar Hanım; осман. جنان یار خانم‎; 1835 — 12 декабря 1912) — супруга хедива Египта Исмаил-паши черкесского происхождения.

## Биография

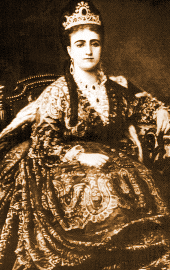
Фотография Джананияр Ханум

Джананияр Ханум вышла замуж за Исмаил-пашу, став его второй супругой, ещё до его прихода к власти в Египте. Она родила шестерых детей, старший из которых был первенцем и должен быть стать наследником Исмаил-паши. Однако четверо из них, включая первенца, умерли в детстве. Двоими же выжившими были принцесса Зайнаб Ханум (1859—1875) и Ибрагим Хильми-паша (1860—1927). После того, как Исмаил стал в 1863 году пашой Египта, ей был присвоен титул «второй принцессы», который она носила на протяжении всего периода его правления, вплоть до его низложения османским султаном в 1879 году. Джананияр Ханум была любимой женой Исмаил-паши. В Египте её называли Ортанги Ханум или средней госпожой.
Ставший пашой Египта в январе 1863 года Исмаил начал активно искать поддержки в Стамбуле. В феврале Пертевниял-султан, османская валиде-султан, устроила ему в своём дворце встречу с глазу на глаз с султаном Абдул-Азизом. Летом 1864 года Хошьяр Кадын, мать Исмаил-паши, также появилась в Стамбуле, чтобы помочь сыну. Она прибыла с предполагаемым новым наследником (своим внуком Тауфик-пашой) и большим количеством денег. В сентябре 1867 года Хошьяр Кадын устроила торжественный обед в своём собственном дворце на берегу Босфора в честь Пертевниял-султан. Та ответила на гостеприимство приглашением Хошьяр Кадын во дворец Долмабахче. Джананияр Ханум участвовала и прекрасно проявила себя в этих делах, ведя деликатные переговоры в Стамбуле в интересах своего мужа, сыграв значительную роль в том, что Тауфик-паша был назначен преемником Исмаил-паши в качестве хедива Египта.
В 1869 году Джананияр Ханум познакомилась с принцессой Уэльской Александрой Датской, когда та прибыла в Каир со своим мужем принцем Уэльским Эдуардом (будущим английским королём Эдуардом VII). Они отобедали с жёнами Исмаил-паши в гареме.
В 1874 году её дочь Зайнаб вышла замуж за Ибрагима Фахми-пашу, сына Ахмада Рифаата-паши. Принцесса, однако, умерла до того, как её брак был консуммирован. Ибрагим Фахми-паша же в 1890 году женился на принцессе Ниматулле Ханум, младшей дочери Исмаил-паши от наложницы Нешедиль Кадын. Джананияр Ханум овдовела после смерти Исмаил-паши в 1895 году.

## Смерть
Джананияр Ханум умерла 12 декабря 1912 года в Шафрановом дворце в Каире и была похоронена в мавзолее при мечети ар-Рифаи, построенной по приказу Хошьяр Кадын, матери её супруга. К моменту своей смерти она оставалась последней из живущих жён Исмаил-паши.